# Alciònides
Les Alciònides (en grec antic Αλκυονίδες) eren les set o dotze segons algunes fonts, filles d'Alcioneu, un gegant fill de Gea de la mitologia grega. Quan Heracles matà Alcioneu, elles es llençaren al mar, i Amfitrite les convertí en alcions.
Les set alciònides eren Alcipe, Ante, Astèria, Ctònia, Drimo, Metone, Pal·lene i Ptònia o Fostònia.

## Illes
Les Alciònides són també un grups de petites illes rocalloses al golf de Corint molt a prop de la costa d'Àtica, Peloponès i la Grècia central que han pres el seu nom de les figures mitològiques. La població de les illes el 2001 era de nou habitants. Les illes formen part administrativament de les municipalitat de Loutraki-Perachora a la Prefectura de Coríntia.

## Clima
El terme Alciònides també es refereix a un fenomen meteorològic del clima de Grècia central. Quasi cada any en el període des del Nadal fins a mitjans de gener hi ha un període ininterromput de dies amb cel blau i temperatures càlides, on com a mínim a la regió d'Atenes es poden assolir temperatures de més de 20 °C durant el dia.

## Astronomia
Els satèl·lits de Saturn, Methone, Antea i Pal·lene deuen el seu nom a tres d'aquestes figures mitològiques.